# Alberto Amaral
Alberto Manuel de Sampaio e Castro Amaral (Fafe, Fafe, 10 de agosto de 1942) é um químico e avaliador universitário português.

## Biografia
Frequentou o Liceu D. Manuel II, hoje Escola Secundária Rodrigues de Freitas, no Porto e licenciou-se, em 1965, em Engenharia Químico-Industrial pela Faculdade de Engenharia da Universidade do Porto. Em 1968 doutorou-se em Química Quântica na Universidade de Cambridge, na Inglaterra, vindo a integrar, nesse ano, o corpo docente da Faculdade de Ciências da Universidade do Porto.
Entre 1972 e 1977 esteve em comissão de serviço na Universidade de Lourenço Marques, em Moçambique. Regressado ao Porto, e à Faculdade de Ciências, tornou-se professor catedrático e assumiu a presidência do Conselho Directivo entre 1978 e 1985.
Foi eleito reitor da Universidade do Porto, sucessivamente, em 1985, 1990 e 1994. Sob a sua égide, iniciou-se um programa de profunda transformação e expansão, de que resultaram as construções dos novos edifícios das Faculdade de Ciências,  Faculdade de Letras, Faculdade de Arquitectura, Faculdade de Desporto, Faculdade de Medicina Dentária e Faculdade de Engenharia. Ergueram-se, também, várias residências universitárias e centros de investigação.
A acção de Alberto Amaral como reitor foi também marcante noutras áreas: dotou-a de instrumentos de planeamento, favoreceu o desenvolvimento de institutos de investigação multidisciplinares e submeteu-a ao primeiro processo de avaliação, conforme parâmetros internacionais.
Terminado o seu terceiro mandato como reitor, em 1998 passou a dirigir o Centro de Investigação de Políticas do Ensino Superior (CIPES), cujos estudos são motivo de referência nacional e internacional.
Actualmente é presidente da Agência de Avaliação e Acreditação do Ensino Superior.
Foi premiado com a medalha de mérito da Universidade do Porto em 20 de setembro de 2012 pelo então Reitor, José Carlos Diogo Marques dos Santos.